# Lalitavistara

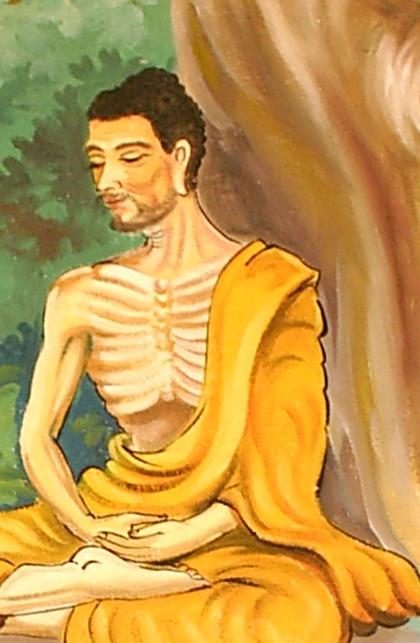
Siddhartha Gautama voor zijn verlichting als asceet

Lalitavistara (Sanskriet: uitvoerige weergave van het spel) betekent vrij vertaald: "het leven van Boeddha" en geldt als een biografie van de laatste twee levens van Siddhartha Gautama (zoals Gautama de Boeddha genoemd werd tot aan zijn verlichting tot en met zijn eerste lezing als Boeddha. De Lalitavistara is in de 1e en 2e eeuw na Chr. tot stand gekomen (Siddhartha Gautama leefde zelf van 563 tot ca. 483 v.Chr.) en is geschreven door meerdere auteurs in de Sarvãstivãda stroming die allemaal onbekend zijn gebleven. Later werd het geschrift herschreven en meer in overeenstemming gebracht met de zienswijzen van het Mahayana boeddhisme.

## Borobudur
Op de muren in de Borobudur in Indonesië zijn beeltenissen van de Lalitavistara gevonden. 